# Phoma gentianae-sino-ornatae
Phoma gentianae-sino-ornatae är en lavart som beskrevs av Punith. & R. Harling 1993. Phoma gentianae-sino-ornatae ingår i släktet Phoma, ordningen Pleosporales, klassen Dothideomycetes, divisionen sporsäcksvampar och riket svampar.   Inga underarter finns listade i Catalogue of Life.